# Valentinianus III.
Flavius Placidius Valentinianus (2. července 419 – 16. března 455), známý jako Valentinianus III., byl západořímský císař od roku 425 až do své smrti. Narodil se jako syn Constantia III. a Gally Placidie. Po smrti svého strýce Honoria a krátké uzurpaci Joanna byl s vojenskou pomocí východořímského císaře Theodosia II. dosazen v Římě na trůn. Za nedospělého Valentiniana spravovala státní záležitosti nejprve jeho matka Placidie. Po roce 433 ho zastínil patricius Aetius, který vzešel vítězně ze střetnutí vojenských velitelů usilujících o politickou hegemonii na Západě.
Období Valentinianova panování se vyznačovalo pokračujícím úpadkem a rozkladem západní poloviny římské říše. Vandalové pronikli do severní Afriky a poté, co v roce 439 dobyli Kartágo, si tuto zemi podrobili. Římané pozbyli kontrolu také nad Hispánií, jejíž větší část postupně opanovali Svébové. Rozsáhlé územní ztráty způsobily výrazný pokles daňových příjmů, což vedlo k dalšímu oslabení vojska. Úplnému kolapsu říše bránil Aetius, čelící rozpínavosti Vizigótů, Franků a Burgundů v Galii. Tento generál odvrátil vpád Hunů, vedených Attilou, jehož porazil roku 451 v bitvě na Katalaunských polích. Hunové sice v následujícím roce strašlivě vydrancovali severní Itálii, zanedlouho ale jejich hrozba Attilovou smrtí pominula. V roce 454 Valentinianus zavraždil Aetia, neboť se chtěl sám chopit moci. Již o několik měsíců později padl za oběť atentátu, po němž se vlády domohl senátor Petronius Maximus.

## Život

### Získání vlády v dětském věku
Valentinianus se narodil 2. července 419 v Ravenně jako syn generála Flavia Constantia a jeho manželky Gally Placidie. Ze strany své matky Placidie, dcery Theodosia I. a jeho druhé ženy Gally, náležel k theodosiovské dynastii. Jeho otec se během služby v západořímském vojsku vypracoval až do nejvyšší hodnosti magister utriusque militiae a zhruba od roku 411 fakticky spravoval říši na místo západního císaře Honoria, Valentinianova strýce. V roce 421 Honorius stvrdil Constantiovu dominanci na Západě, když ho učinil svým spolucísařem. Placidie byla současně prohlášena za augustu a Valentinianus obdržel titul nobilissimus. Východořímský císař Theodosius II., Valentinianův bratranec, nicméně odmítl akceptovat jejich povýšení, což vážně narušilo vztahy mezi oběma polovinami říše. Nebezpečí konfliktu odvrátila Constantiova smrt, k níž došlo v témže roce, v němž dosáhl císařské důstojnosti. Intriky na dvoře v Ravenně záhy odcizily Placidii a jejího bratra Honoria, načež se Placidie i s Valentinianem a jeho starší sestrou Honorií odebrala roku 422 do exilu v Konstantinopoli.
Bezdětný Honorius nedlouho nato, v srpnu 423, zemřel, čímž se Theodosius II. stal formálně jediným panovníkem celé římské říše. Placidie, pobývající tehdy společně s Valentinianem na Východě, se dožadovala návratu do Ravenny, avšak Theodosius se jí zdráhal vyhovět. Vzniklého politického vakua využil vysoce postavený úředník, primicerius notariorum Joannes, který se chopil vlády na Západě. Třebaže uzurpátora podpořila značná část tamější armády a byrokracie, místodržitel v severní Africe, comes Africae Bonifatius, zachoval loajalitu vůči Placidii. Tato skutečnost zřejmě přiměla Theodosia k rozhodnutí neuznat Joanna a prosazovat nárok svého bratrance Valentiniana na západní trůn. Valentinianus byl společně se svojí matkou dopraven do Soluně, kde ho 23. října 424 magister officiorum Helion prohlásil za caesara. Soudržnost theodosiovské dynastie utužilo Valentinianovo zasnoubení s Theodosiovou dcerou Licinií Eudoxií.
Na jaře 425 se početné námořní a pozemní síly pod velením východořímského vojevůdce Ardabura a jeho syna Aspara vypravily na Západ. Ačkoli Ardabur upadl v průběhu kampaně do zajetí, Asparovi se podařilo vtáhnout do Ravenny a sesadit uzurpátora. Krátce po Joannově popravě dorazil do severní Itálie jeho spojenec Aetius v čele obrovského zástupu Hunů. Aetius svedl s Asparem krvavou a nerozhodnou bitvu, načež se podrobil a výměnou za rozpuštění svého vojska získal velení v Galii. 23. října 425 Helion v Římě slavnostně korunoval šestiletého Valentiniana za augusta Západu.

### Souboj o hegemonii

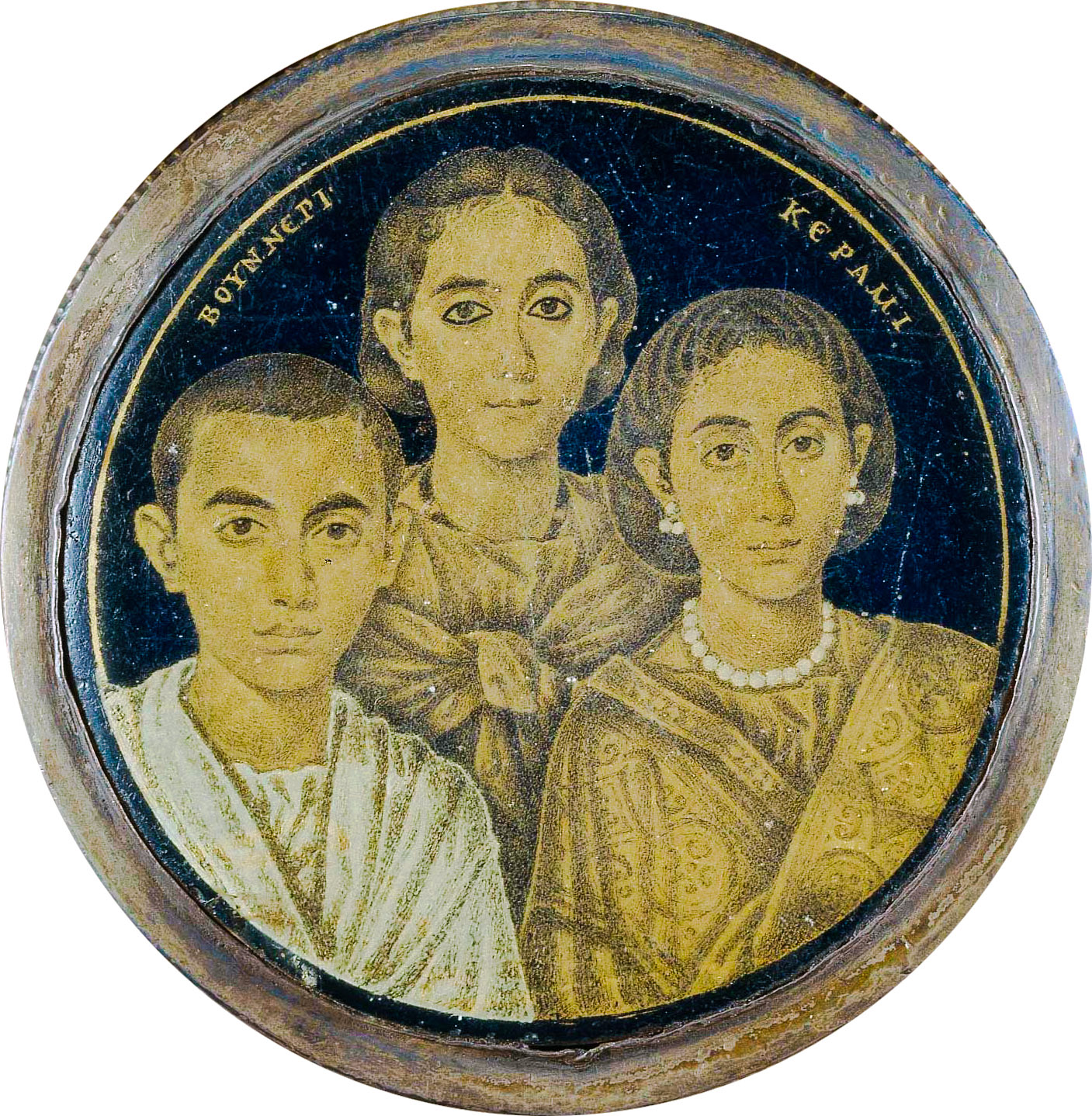
Galla Placidia a její děti Valentinianus a Justa Grata Honoria (Brescia, Muzeum Santa Giulia)

Historik Olympiodoros líčením Valentinianovy intronizace symbolicky uzavírá své dílo zachycující dvacetileté období krize a obnovy západořímské říše. Vnitropolitická nestabilita, trvající přinejmenším od okamžiku Constantiova úmrtí, přesto neskončila, nýbrž pouze dospěla do své další fáze. Po roce 425 se sice nevyskytl žádný vážnější pokus o uzurpaci, nicméně Galla Placidie, Valentinianova zkušená a schopná matka vládnoucí jako regentka, musela čelit ambicím velitelů západního vojska, mezi nimiž se snažila zachovat rovnováhu sil. Klíčová role náležela Felikovi, působícímu jako magister militum praesentalis na císařském dvoře v Itálii, Aetiovi, jenž nahradil Joannova stoupence Castina jako velitel v Galii, a Bonifatiovi, zastávajícímu post comes Africae. Placidiina strategie účinkovala přibližně do roku 427, kdy se mezi špičkami armády rozhořel otevřený boj o to, komu připadne rozhodující vliv na chod říše.
Vnitřní otřesy dále prohlubovaly rozklad Západu: Británie definitivně odpadla od říše již kolem roku 410 a separatistickým tendencím podléhala rovněž Armorica na severozápadě Galie. Z pozvolného rozvratu centrální moci na Západě těžili římští nepřátelé. Vizigóti, usazení Constantiem jako foederati v Akvitánii, v roce 425 oblehli Arelate (dnešní Arles), sídlo římské správy v Galii. Při někdejší rýnské hranici se nacházely potenciálně nebezpečné kmenové svazy Franků, Burgundů a Alamanů. Svébové a Vandalové spojení s Alany, zdržující se v provinciích Gallaecia a Baetica, představovali konstantní hrozbu pro římskou kontrolu Hispánie. Kolem roku 426 Vandalové dobyli Sevillu a Cartagenu a posléze si opatřili loďstvo, s nímž zaútočili na Baleárské ostrovy a zpustošili pobřeží Mauretánie.
Aetius, doprovázený v Galii částí svých Hunů, odrazil Vizigóty od Arelate a vedl úspěšné tažení proti Frankům na Rýně, patrně v roce 428. Felix o rok dříve vypudil Huny z Panonie. Pak učinil první krok namířený proti svým konkurentům, když vyzval Bonifatia pro podezření ze spiknutí k návratu do Itálie. Podle dějepisce Prokopia z Kaisareie měla Galla Placidie uvěřit obviněním vzneseným na adresu Bonifatia, v čemž měly sehrát svoji roli Aetiovy intriky. Bonifatius dopřál sluchu Aetiovým radám a odmítl opustit Afriku, čímž potvrdil podezření z neloajálnosti. Felix vyslal proti Bonifatiovi do severní Afriky vojsko, které ale utrpělo porážku. Aetius posílený vítězstvími nad barbary využil Felikova zaváhání v zápase s Bonifatiem a s tím související ztráty přízně Gally Placidie a v roce 429 se odebral do Itálie, kde nahradil Felika v hodnosti magister militum praesentalis. V květnu následujícího roku nechal Felika a jeho manželku zadržet a krátce nato v Ravenně popravit.
Felix i Bonifatius se během svého konfliktu měli údajně ucházet o spojenectví s Vandaly v Hispánii. Vandalové a Alani vedení Geiserichem překročili však zřejmě roku 429 Gibraltarský průliv a poblíž města Tingis (Tanger) vstoupili na půdu severní Afriky. Historikové Prokopios a Jordanes, tvořící svá díla v 6. století, vysvětlují jejich příchod do Afriky Bonifatiovým pozváním. Moderní badatelé nepovažují ovšem jejich tvrzení za věrohodná, neboť žádný soudobý pramen se nezmiňuje o Bonifatiově zradě, navíc Bonifatius se brzy s útočníky tvrdě střetl. Geiserich a jeho lidé se ihned po přistání v Mauretánii vydali východním směrem a o rok později se srazili s Bonifatiovým vojskem na hranicích Numidie. Římané utrpěli v bitvě porážku a stáhli se do města Hippo Regius (Annaba), jež Vandalové v červnu 430 oblehli. Dobývání se protáhlo na čtrnáct měsíců a v jeho průběhu zemřel kromě jiných i místní biskup Augustinus.
Zatímco Vandalové plenili severní Afriku, Aetius v letech 430 až 431 porazil alamanské Juthungy a zpacifikoval vzpurné obyvatelstvo Norika. Jeho rostoucí moc po odstranění Felika znepokojovala politické špičky v Ravenně a obavy vůči němu chovali patrně také na konstantinopolském dvoře. Východ proto poslal do Afriky vojenské sbory pod velením generála Aspara, pověřeného bojem s Vandaly na straně Bonifatia. Za Aetiovy nepřítomnosti Galla Placidie povolala roku 432 Bonifatia do Itálie, kde se mu dostalo povýšení do hodnosti magister militum praesentalis. Aetius na to zareagoval tažením do Itálie proti Bonifatiovi, s nímž se utkal v bitvě u Rimini. Bonifatius sice v tomto střetnutí dosáhl vítězství, když donutil Aetiovy síly k úprku, sám ale utržil smrtelné zranění a zanedlouho zemřel. Jeho nástupcem se stal jeho zeť Sebastianus. Aetius se nejprve zdržoval na svých statcích a poté, co přečkal atentát na svoji osobu, se znovu vypravil k Hunům. V roce 433 se společně s hunskými spojenci vrátil do Itálie, a tím přiměl Sebastiana k útěku do Konstantinopole. Aetiovi se postupně podařilo vyřadit oba své úhlavní soupeře a domoci se pozice nejmocnějšího muže na Západě, třebaže vláda formálně náležela Valentinianovi. Jeho dominantní postavení v západořímské říši bylo stvrzeno 5. září 435, kdy přijal titul patricius.

### Pomíjivá stabilita

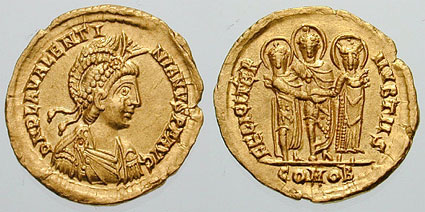
Solidus vyražený v Soluni na oslavu svatby Valentiniana s Licinií Eudoxií, dcery Theodosia II.

Prokopios se zmiňuje o tom, že východní vojevůdce Aspar podlehl Vandalům a ještě před Bonifatiovou smrtí opustil Afriku. Navzdory tomu Aspar prokazatelně pobýval v Kartágu ještě počátkem roku 434 a sváděl s Vandaly opotřebovávací válku, čímž pohnul Geisericha k vyjednávání. Aspar tedy musel spolupracovat s Aetiem, tehdy již zcela ovládajícím západořímskou říši. Východní generál zřejmě sjednal mírovou smlouvu s Geiserichem, uzavřenou 11. února 435, podle níž Vandalům připadly chudší severoafrické provincie v Mauretánii a část Numidie. Většina Numidie a ekonomicky nejvýnosnější provincie Západu Africa Proconsularis a Byzacena setrvaly v rukou Římanů.
Zhruba v téže době se Aetius zaměřil na konsolidaci Galie, v čemž mu významně dopomohly hunské pomocné sbory sloužící v římském vojsku. Výměnou za jejich podporu musel Hunům přenechat území při řece Sávě v Panonii. Básník Merobaudes, velebící Aetiovy činy, uvádí ve svých panegyricích, že smlouvy s barbary zajistily hranici na Rýně. Frankové nicméně neustávali v postupu jihozápadním směrem, přičemž zabrali nynější Kolín nad Rýnem a opakovaně vydrancovali Trevír. Burgundové, sídlící v okolí Wormsu, podnikali nájezdy do Belgiky. Aetius je v letech 436 a 437 vystavil několika útokům a zvláště jeho hunští spojenci jim způsobili nezměrné ztráty. Masakr Burgundů se ve středověku stal námětem pro vznik eposu Píseň o Nibelunzích.
Po jejich zdolání se Aetius rozhodl uspořádat poměry v neklidné severozápadní Galii, kde se v roce 435 vzbouřili bagaudové v Armorice pod vedením muže jménem Tibatto. Termín bagaudové pokládají současní historikové za poněkud zavádějící, protože prameny jím často označují lokální vůdce a skupiny, které v 5. století převzaly bez císařského pověření správu teritorií, nad nimiž vláda ztratila kontrolu. Tibatto byl roku 437 zajat a povstání potlačeno. Na jihozápadě Galie vypověděli v roce 436 poslušnost Vizigóti, vedení Theodorichem I., a napadli významná města Narbo (Narbonne) a Arelate, umožňující Římanům pozemní spojení s Hispánií. Římané s vydatným přispěním Hunů odrazili jejich nápor a pod velením Aetiova podřízeného Litoria přivodili v dalších dvou letech Gótům citelné ztráty. V roce 439 s nimi Litorius svedl u Tolosy (Toulouse) bitvu, v níž padl do zajetí a posléze byl popraven. Římané nato sjednali s Vizigóty mír pravděpodobně za totožných podmínek, jaké stanovila smlouva z roku 418. V Hispánii se situace poněkud uklidnila po odchodu Vandalů, ačkoli Svébové soustavně znepokojovali obyvatele Gallaecie. Aetius sice nevyhověl jejich žádostem o přímý vojenský zásah na Pyrenejském poloostrově, Hispanořímský kronikář Hydatius se ale zmiňuje o diplomatickém nátlaku, jímž Aetius pod dojmem římských úspěchů v Galii přinutil Svéby zdržet se nepřátelských akcí. O přetrvávajících kontaktech s Británií svědčí dvě návštěvy biskupa Germana z Auxerre na ostrově.
Po dosažení osmnácti let se Valentinianus vydal po moři do Konstantinopole, kde 28. října 437 pojal za manželku Licinii Eudoxii, dceru svého císařského bratrance Theodosia II. Svatbou s Licinií se Valentinianus symbolicky vymanil z vlivu své matky Placidie, nikoli však z vlivu Aetia. Veškerá důležitá rozhodnutí na místo mladého císaře, postrádajícího jakoukoli reálnou vojenskou a politickou průpravu nezbytnou k řízení říše, nadále činil tento generál, soustavně upevňující svoji nezpochybnitelnou autoritu.

### Dobytí Afriky Vandaly

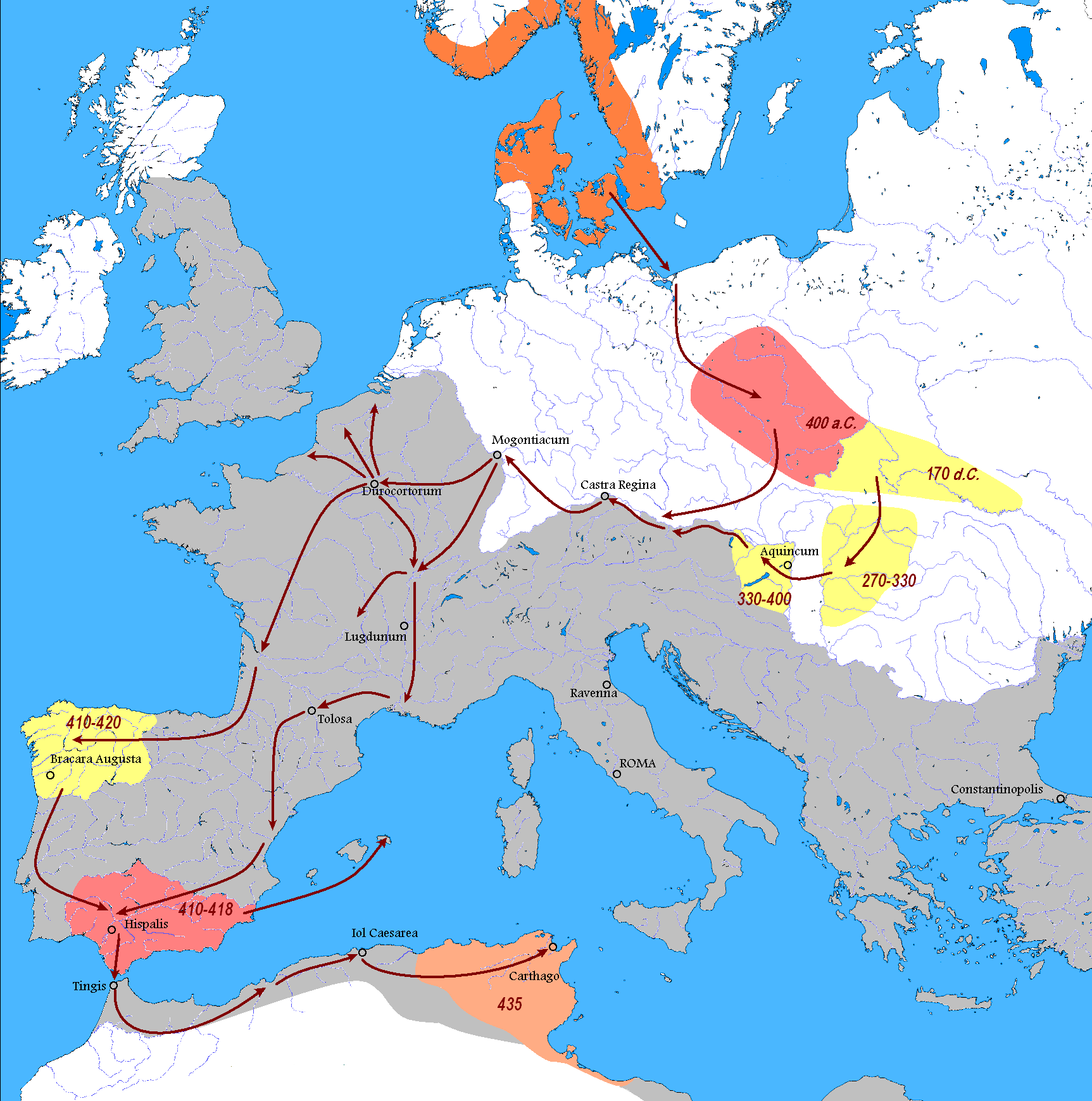
Migrace Vandalů do severní Afriky

Aetius s pomocí Hunů a východních Římanů nastolil ve třicátých letech 5. století vratkou rovnováhu sil, a do určité míry zastavil proces politické fragmentace Západu. Obtížné postavení říše se nicméně zhoršilo vítězstvím Vizigótů nad Litoriem. Snahám o její stabilizaci pak zasadil kritický úder vývoj událostí v severní Africe. Geiserich využil koncentrace západní vlády na záležitosti v Galii a v říjnu 439 podnikl náhlý útok na Kartágo, jehož obsazením si Vandalové zajistili klíčové africké provincie. Tím odřízli Řím od zásobování obilím, a především připravili Západ o nejdůležitější zdroj jeho daňových příjmů. Vandalové v Kartágu vzápětí plně rozvinuli své znalosti mořeplavby a stali se hrozbou pro všechny přímořské kraje při Středozemním moři. Již v následujícím roce napadli Sicílii a oblehli tamější přístav Panormus (Palermo).
Římané nebyli vzhledem k logistickým omezením schopni okamžité reakce na uchvácení Kartága Vandaly. V prvé řadě se proto zaměřili na rekonstrukci opevnění pobřežních měst, a zvláště Říma a Konstantinopole před případnými námořními přepady. O rostoucím vandalském nebezpečí svědčí také zákon povolující občanům držení zbraní. Zároveň se začaly konat přípravy k protiútoku: Aetius soustředil na Sicílii koncem roku 440 všechny dostupné vojenské síly Západu, k nimž se připojil východní expediční sbor pod velením generála Areobinda, stažený z dunajské hranice. Desítky tisíc mužů měla do severní Afriky dopravit obrovská flotila čítající 1100 transportních a válečných lodí. Veškeré plány na znovudobytí Kartága ale zmařil mimořádně úspěšný vpád Hunů do balkánských provincií východořímské říše v úvodu roku 441. V důsledku toho se Konstantinopol rozhodla stáhnout svá vojska ze Sicílie k obraně vlastního teritoria.
Kartágo zůstalo v moci Vandalů, což formálně stvrdila druhá smlouva s Geiserichem, uzavřená v roce 442. Podle ní si Vandalové ponechali kontrolu nad nejbohatšími africkými kraji, zatímco Římané obdrželi vydrancovanou Mauretánii a západní Numidii. Geiserich se zavázal platit Římu tribut ve formě obilí a svého nejstaršího syna poslal na císařský dvůr jako rukojmí, kde byl zasnouben s Valentinianovou starší dcerou Eudokií. Na dobytém území Geiserich vystupoval jako suverénní král, přičemž zkonfiskoval velkostatky římské nobility a získaný majetek rozdělil svým stoupencům. Příchod Vandalů, vyznávajících ariánství, se dotkl nejen aristokracie, nýbrž postihl také katolické duchovenstvo vystavené perzekucím.

### Vnitřní politika

#### Hospodářství
Někteří moderní badatelé spatřují ve ztrátě Afriky nejzávažnější úder, jaký západořímská říše utrpěla, neboť tak pozbyla svoji hospodářsky nejvitálnější část. To ji připravilo nejen o tamější zásoby obilí, ale hlavně o mimořádně vysoké daňové příjmy plynoucí z této země. Už před rokem 439 se navíc vláda potýkala se zásadním výpadkem příjmů způsobeným obsazením rozlehlých oblastí Galie a Hispánie barbary. Nastalé finanční katastrofě se pokusila čelit sérií fiskálních opatření přijatých ve čtyřicátých letech, jimiž se snažila o maximalizaci finančních výnosů ze zbývajících zdrojů. V důsledku došlo k výraznému zvýšení daňové zátěže. Sotva několik měsíců po pádu Kartága vstoupil v platnost zákon rušící v celé říši všechny daňové úlevy a osvobození od daně. Státní úředníci a velkostatkáři přišli o velkorysá privilegia vyjímající je z povinnosti platit daně. Současně byla zavedena nová daň z prodeje ve výši čtyř procent. Veškerá úsporná opatření přesto nedokázala vykompenzovat vzniklé ztráty a zajistit adekvátní prostředky k pokrytí vojenských výdajů, pohlcujících zřejmě až dvě třetiny všech státních příjmů. Jak připustila sama vláda, zdroje nepostačovaly ani k ošacení a nasycení stávající armády, natož k vytvoření nových vojenských sborů. Pohroma v Africe tedy vedla k dalšímu poklesu početního stavu západořímského vojska, jehož sílu výrazně zredukovaly již porážky na počátku 5. století.

#### Náboženství
Valentinianus pokračoval v přijímání tvrdých nařízení proti jinověrcům postihujícím zvláště Židy a stoupence manicheismu, když těm zakázal vydědit své potomky konvertující ke křesťanství, oněm znemožňoval zdržovat se ve městech a činit jakékoli právní úkony. Ve sporu biskupa z Arelate odmítajícímu podřídit se papeži Lvu I. se císař postavil jednoznačně na stranu Lva a vydal edikt, jímž zdůraznil nadřazenost papeže vůči ostatním biskupům. Pokud se kterýkoli biskup vzepřel papežově autoritě, představitelé civilní administrativy měli být nápomocní při zajištění jeho poslušnosti.

### Západ v defenzívě a roztržka s Huny

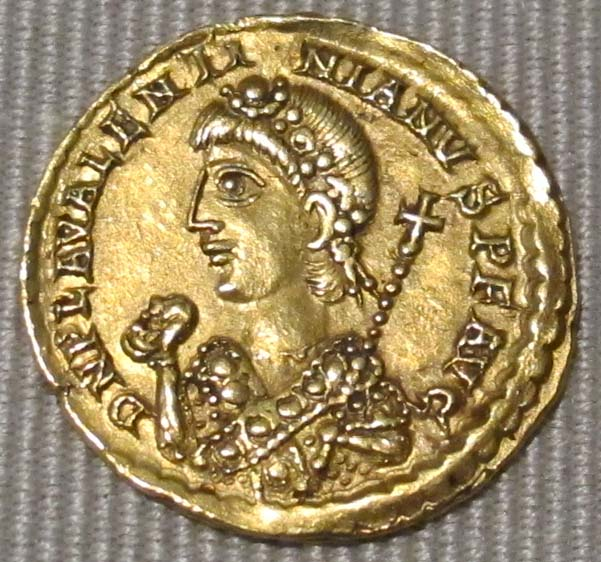
Valentinianova mince

O vývoji v Galii v období po roce 439 se dochovalo relativně málo informací, i přesto je zjevné, že politika úspor se projevila v méně aktivním přístupu k nepřátelům. Vizigóti zachovávali po celé desetiletí klid zbraní a poskytli Římanům vojenskou podporu. Římané sice v těchto letech nemuseli v Galii čelit žádné vážnější výzvě, avšak nadále se potýkali s nepokoji v Armorice. Aby zamezil povstáním v tomto regionu, Aetius usadil v roce 442 nedaleko Aureliana (Orléans) a při řece Seině své alanské spojence. Tamější bagaudi se pod vedením Tibattona, uprchlého ze zajetí, znovu vzbouřili. Aetius nato dovolil Alanům, aby bagaudy napadli. Někdy v téže době přikázal jiné skupině Alanů k obývání území u města Valentia (Valence) a přeživší Burgundy přesídlil roku 443 do oblasti poblíž Ženevského jezera, zvané Sapaudia.
Na rozdíl od relativně stabilní Galie císařská vláda utrpěla řadu nezdarů v Hispánii. Král Svébů Rechila využil Aetiovy zaneprázdněnosti severní Afrikou, vypravil se z Gallaecie na jih a v roce 439 si podrobil lusitánské město Emerita (Mérida). Během tří let opanoval rovněž Sevillu a zmocnil se provincií Baetica a Carthaginensis, čímž pod svoji kontrolu získal většinu Iberského poloostrova. Do Rechilova zajetí při tom padl comes Censorius, Aetiův velitel a zástupce na poloostrově. Císařskou správu dále podkopala série povstání bagaudů, k nimž došlo především v Tarraconensis, jediné hispánské provincii nepodmaněné Svéby. Podobně jako v periferních oblastech Galie i zde rozklad centrální moci povzbudil lokální činitele k převzetí iniciativy. Po sjednání míru s Vandaly Aetius vyslal na poloostrov několik svých podřízených. První dva z nich, Asturius a Merobaudes, se v letech 442 a 443 soustředili na potlačení bagaudů v Tarraconensis. Dalekosáhlejším úkolem byl pověřen Vitus, jenž v roce 446 vstoupil do Hispánie s poměrně početnými sbory zahrnujícími i gótské foederati. Vitus postupoval Carthaginensis a Baetikou, pak se střetl s Rechilou a drtivě mu podlehl. Svébové následně obnovili svoji kontrolu téměř nad celou Hispánií, přičemž jejich král v doprovodu bagauda jménem Basilius přitáhl až k městu Caesaraugusta (Zaragoza) v údolí Ebra a později navázal spojenectví s vizigótským králem Theodorichem.
Aetius těžil dlouhá léta z významné vojenské pomoci Hunů, ovlivňujících tak od dvacátých let 5. století západořímskou politiku. Po porážce Litoria u Tolosy v roce 439 se patricius již nemohl spoléhat na podporu těchto barbarů, s jejichž vládcem Attilou přesto stále udržoval přátelské styky. Svědčí o tom mimo jiné skutečnost, že Attila obdržel velitelskou hodnost magister militum a společně s tím mu náležel i odpovídající plat a obilí pro vydržování vojska. Hunové, stojící v čele obrovské mnohonárodní říše s centrem ve Velké uherské nížině, vrhli v letech 441 a 442 a opět v roce 447 svoji nezměrnou moc proti východořímské říši a důkladně zdevastovali její provincie na Balkáně. Po posledním z těchto tažení Attila uzavřel s Theodosiem smlouvu, jíž si zabezpečil hranice s východní říší. Naproti tomu dosud mírové vztahy mezi Huny a dvorem v Ravenně se zásadně zhoršily v závěru čtyřicátých let, neboť Attila tehdy pojal úmysl podniknout výpravu proti Západu.
Obrat v hunské politice vůči Západu se projevil v sérii drobných incidentů vyvolaných Attilou za účelem rozdmýchání napětí. V úvodu roku 450 hunský král otevřeně prohlásil, že hodlá jako Valentinianův spojenec napadnout Theodorichovy Vizigóty. Takřka v témže momentě mu rozpory v císařské rodině zavdaly další záminku k intervenci. Valentinianova sestra Honorie pojala náklonnost ke správci svého sídla. Po vyzrazení aféry stihl jejího milence trest smrti, zatímco ona sama byla přinucena k zasnoubení s jistým váženým senátorem. Honorie následně Attilovi zaslala dopis, v němž ho žádala o ochranu a na důkaz přiložila svůj prsten. Attila se v reakci na to domáhal Honorie jako své nevěsty a zároveň vznesl nárok na věno v podobě poloviny západořímské říše. Od tohoto nátlaku ho neodradila ani změna na trůnu v Konstantinopoli, kde se po smrti Theodosia II. stal v létě 450 císařem Marcianus. I přes Attilovy výhrůžky válkou Valentinianus odmítl vyhovět jeho požadavku a vydat mu Honorii. Roztržku mezi Huny a Západem dokonal koncem roku 450 spor dvou bratrů o nástupnictví u ripuárských Franků, v němž se každá ze stran přiklonila k jinému z uchazečů.

### Attilův vpád

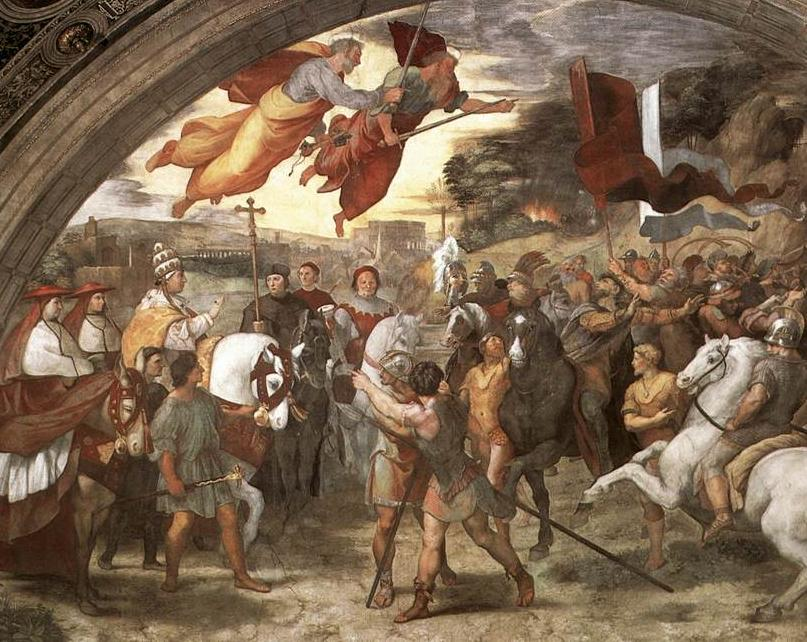
Setkání Lva a Attily, freska od Raffaela v Palazzi Pontifici ve Vatikánu

Na začátku roku 451 se na středním Dunaji shromáždily obrovské zástupy Hunů a jim poddaných národů, jejichž počet údajně činil až půl milionů mužů. Básník Sidonius Apollinaris barvitě líčí složení Attilovy armády a vedle mnoha jiných zmiňuje jména kmenů Rugiů, Gepidů, Skirů, Burgundů, Durynků a Franků, doprovázených rovněž Ostrogóty. Attila vyrazil s tímto mohutným vojskem na severozápad podél levého břehu Dunaje a u nynějšího Koblenze překročil Rýn. V dubnu si podrobil Méty a krátce nato někdejší císařskou rezidenci Trevír. Po jejich vydrancování Hunové vtáhli do nitra Galie, přiblížili se k městu Orléans a oblehli ho. Attila chtěl zřejmě získat na svoji stranu tamější Alany, jejichž věrnost k Římanům začala po příchodu Hunů kolísat. Aetius mezitím navázal spojenectví s Theodorichem a vydal se na sever v čele značně nesourodých vojů, tvořených Římany a kontingenty Vizigótů, Burgundů, Alanů, částí Franků a mimo jiné i Armoričanů.
Postup Aetiových sil Attilu donutil k upuštění od obléhání Orléansu a k ústupu do Champagne. Zde, na rovině v nevelké vzdálenosti od dnešního Troyes, známé jako campus Mauriacus, případně Katalaunská pole, se obě armády srazily v bitvě, odehrávající se pravděpodobně koncem června 451. Z Jordanova popisu vyplývá, že nejurputnější zápas se svedl o kopec uprostřed bojiště, z jehož vrcholu se Hunové snažili po celý den vytlačit nepřátelské síly. Prameny se zmiňují o líté řeži a obrovském krveprolití, v němž padl i vizigótský král Theodorich a které ustalo teprve v pozdních hodinách. Attila se nakonec stáhl pod ochranu vozové hradby a nechal si zřídit pohřební hranici. Aetius však nepokračoval v boji proti Hunům, nýbrž doporučil Theodorichovu nástupci, aby se vypravil do Tolosy hájit své následnictví. Hunové včetně Attily se poté neznepokojováni odebrali z Galie zpět do svých sídel.
Nastalou zimu strávil Attila přípravou nové válečné výpravy, jejímž cílem se stala Itálie. Na jaře 452 Hunové překročili alpské průsmyky a zaútočili na významné a houževnatě bráněné venetské město Aquileia. Jeho obléhání provázely obtíže, kvůli nimž Attila uvažoval o přerušení celé kampaně. Město bylo posléze dobyto a zničeno takovým způsobem, že v 6. století bylo stěží možné určit jeho někdejší polohu. Podobně se Hunové zachovali i v ostatních městech severní Itálie, jako bylo Patavium, Mantua, Vicetia, Verona, Brixia a Bergomum, jež srovnali se zemí a obyvatele odvedli do otroctví. Po delším obléhání Attila zpustošil Mediolanum (Milán) a také Ticinum (Pavia). Na řece Mincio se setkal s mírovým poselstvem, mezi jehož členy se nacházel papež Lev I., načež Hunové ukončili tažení a vrátili se za Dunaj. Prosper z Akvitánie z toho vyvozuje, že Lev měl Attilu odradit od útoku na Řím a přesvědčit ho, aby opustil Itálii. Ve skutečnosti ale Huny přiměly k odchodu závažné logistické problémy, zhoršované dále hladem na Apeninském poloostrově a řáděním rozličných nemocí v jejich řadách. Císař Marcianus vyslal v létě téhož roku východořímské vojsko za Dunaj, kde úspěšně napadlo jádro Attilovy říše. Huny navíc v Itálii neustále znepokojoval Aetius, obezřetně se vyhýbající přímému střetu.

### Zavraždění Aetia a císařova smrt
Počátkem roku 453 Attila uspořádal jednu ze svých četných svateb, nicméně během svatební noci náhle zemřel. Attilova smrt vedla mezi jeho syny ke konfliktu, jehož využily poddané národy ke vzpouře proti Hunům. Po bitvě u řeky Nedao se Attilova říše rychle rozpadla a Hunové již pro Římany nepředstavovali vážnější hrozbu.
Kolaps Hunů měl podstatný dopad na poměry na císařském dvoře v Ravenně, neboť Valentinianus vycítil, že jeho politické přežití nadále nezávisí na Aetiových schopnostech. Vztah mezi těmito dvěma muži se zhoršil už krátce po úmrtí Valentinianova bratrance, císaře Theodosia. Valentinianus se údajně chystal odcestovat do Konstantinopole, aby tam uplatnil svůj dynastický nárok na vládu nad celou římskou říší. Aetius se ovšem postavil proti císařovu záměru. Generálovu pozici pravděpodobně oslabila rovněž skutečnost, že nedokázal zamezit Attilovu vpádu do Itálie. Aetius si patrně uvědomoval svoji zranitelnost a usiloval o upevnění svého postavení prostřednictvím manželského svazku mezi svým synem Gaudentiem a Valentinianovou mladší dcerou Placidií. Protože Valentinianus neměl žádného mužského potomka, Gaudentius se svatbou s jeho dcerou mohl stát jeho potenciálním nástupcem. Valentinianus se stavěl s odporem k Aetiově návrhu a v císařově okolí nadto vzrůstala nelibost vůči generálově dlouhotrvající dominanci. Podporován senátorem Petroniem Maximem a svým komořím Heracliem císař v září 454 v Ravenně Aetia vlastnoručně zavraždil, zatímco mu generál přednášel zprávu o stavu státních financí. Kdosi prý tehdy před Valentinianem podotkl, že neví, zda udělal dobře, nebo špatně, když usmrtil Aetia, ale že dobře ví, že se zachoval jako muž, který si levou rukou uťal pravou ruku.
Ihned po Aetiově usmrcení nastal masakr jeho stoupenců, z nichž nejvýznamnější byl tehdejší pretoriánský prefekt Boethius, děd stejnojmenného filozofa. Valentinianus vyslal poselstva k barbarským národům, aby je ujistil, že smlouvy uzavřené s Aetiem zůstávají v platnosti. Brzy si proti sobě popudil Maxima, jemuž se za jeho spoluúčast na Aetiově odstranění nedostalo odměny, po níž prahl. Maximus proto zosnoval spiknutí, do něhož zapojil dva gardové důstojníky a někdejší Aetiovy druhy, Optilu a Thraustilu. Podle Priskova podání, když císař 16. března 455 na Martově poli slézal s koně, aby se procvičil v lukostřelbě, udeřil ho Optila do hlavy. Jakmile se Valentinianus ohlédl, aby spatřil toho, kdo ho napadl, Optila ho dorazil druhou ranou, zasazenou do obličeje. Thraustila mezitím zavraždil Heraclia a společně s Optilou dopravili císařský diadém Maximovi, jenž byl druhý den prohlášen za císaře.

## Hodnocení
Valentinianus vystupoval jako povolný a nevýrazný císař, a kráčel tak ve stopách svých strýců a bratrance. Východní vojsko ho sice dosadilo na císařský trůn, ve skutečnosti ale nikdy nedržel otěže vlády ve svých rukou. Tu za něho zpočátku vykonávala jeho matka Galla Placidie, jež měla syna zkazit špatnou výchovou. Po ní převzal řízení říše generál Aetius. Valentinianus vykonával pouze ceremoniální roli, přičemž symbolizoval kontinuitu theodosiovské dynastie a trvající existenci římského státu, těšícího se božské ochraně a přízni. V Ravenně plnil úlohu přisouzenou mu Aetiem, když přijímal generálem navržené zákony, kdežto v Římě se oddával astrologii, požitkům a ženám jiných mužů. Císařův nejzásadnější politický čin, rozhodnutí zbavit se Aetia, strhlo do propasti jeho samotného a zanedlouho i Řím.
V závěru Valentinianovy třicetileté vlády se naskýtal chmurný pohled na doutnající trosky západní říše, která pozbyla celou Británii, většinu Hispánie, nejbohatší provincie severní Afriky a značnou část Galie s výjimkou jihovýchodu této země. Jak stručně poznamenává Prokopios, Valentinianus, nezískal nic z toho, co ztratili jeho předchůdci, nýbrž pozbyl i Afriku. To málo, co zbývalo, záhy postihl sled pohrom.

### Prameny
- JORDANES. Gótské dějiny; Římské dějiny. Praha: Argo, 2012 ISBN 978-80-257-0744-9
- PROKOPIOS Z KAISAREIE. Válka s Peršany a Vandaly. Praha: Odeon, 1985
- SOCRATES SCHOLASTICUS. Církevní dějiny, díl 2. Praha: Ústřední církevní nakladatelství, 1990

- Olympiodoros. Dějiny. fragmenty ve Fotiově díle Myriobiblon (anglicky)
- Sokrates Scholastikos. Církevní dějiny. Kniha VII